# Kerkyra FC
O Kerkyra FC, ou Athlitikos Omilos Kerkyra ou simplesmente Kerkyra (em grego Αθλητικός Όμιλος Κέρκυρα - Clube Atlético de Kerkyra) é um clube de futebol da Grécia situado na cidade de Corfu). O clube joga suas partidas no Estádio de Kerkyra, com capacidade para 3 mil pessoas. Suas cores são o marrom e o azul escuro. O clube se encontra na segunda divisão do Campeonato Grego.

## História
O clube foi fundado em 1967 pela fusão dos clubes: Aris Kerkyras, Helespontos e Asteras Kerkyras e formou o Kerkyraikos. Em 1969 o nome do clube mudou para Athlitikos Omilos Kerkyra, ou simplemesmente AO Kerkyra.
O clube ficou 36 anos nas divisões inferiores, só entrando na primeira na temporada de 2004-05, onde ficou em último (16º colocado) ao somar 17 pontos em 30 jogos, com 3 vitórias, 8 empates e 19 derrotas, sendo rebaixado.
O Kerkyra volta a elite um ano após o rebaixamento. Nessa temporada, o time fica em antepenúltimo (14ª posição) com 35 pontos em 30 jogos, alcançando 8 vitórias 11 empates e 11 derrotas. Com essa colocação o clube é novamente rebaixado. O clube tem 5 participações no Campeonato Grego 2005, 2007, 2011, 2012 e 2013.
Ainda na temporada de 2006-07 o clube participa pela primeira vez da Copa da Grécia, chegando às Quartas de Finais, onde é eliminado pelo Larissa, empatando em casa em 0 a 0 e perdendo fora por 2 a 0. O Larissa viria a ser o campeão da copa naquele ano.
O clube nunca participou de uma competição internacional de relevância.